# كولن ويست
كولن ويست (بالإنجليزية: Colin West)‏ (13 نوفمبر 1962 في المملكة المتحدة - ) هو مدرب كرة قدم ولاعب كرة قدم بريطاني في مركز الهجوم. لعب مع بورت فايل وروشدين ودايموندز وسوانزي سيتي وشيفيلد وينزداي ونادي رينجرز ونادي سندرلاند ونادي ليتون أورينت ونادي نورثامبتون تاون ونادي هارتلبول يونايتد ونادي واتفورد ووست بروميتش ألبيون ونورثويتش فيكتوريا.

## وصلات خارجية
- كولن ويست على موقع قاعدة بيانات كرة القدم.إي يو (الإنجليزية)
- كولن ويست على موقع Soccerbase.com (لاعب) (الإنجليزية)